# El palacio de la luna
El palacio de la luna (en inglés, Moon Palace) es una novela del autor estadounidense Paul Auster, publicada originalmente en 1989. El libro se desarrolla en Nueva York, aunque en su segunda parte hay un largo fragmento que ocurre en el Gran Cañón.

## Argumento
La novela se desarrolla principalmente entre 1969 y 1972, con varias referencias a varios períodos del siglo XX siguiendo la historia de la memoria de los personajes. El protagonista es Marco Stanley "M.S." Fogg. Su nombre viene de Marco Polo, del periodista Henry Morton Stanley y del personaje Phileas Fogg, de la novela La vuelta al mundo en 80 días de Julio Verne.
Es un joven que, durante los años sesenta, se encuentra huérfano y bajo la protección del tío Victor, un clarinetista de mimbre que le deja 1492 libros. A medida que los lee, M.S. se ve obligado a venderlos por sus limitaciones económicas, hasta que, en el verano de 1969, se encuentra viviendo como un vagabundo en el Central Park de Nueva York. Salvado por un amigo de su universidad y una chica de origen chino conocida por casualidad, Kitty Wu, con quien vive una historia de amor, M.S. encuentra estabilidad hasta que acepta ir al servicio de Thomas Effing, quien quedó postrado en una silla de ruedas, lleno de fijaciones y recuerdos extraños. Solo para seguir los recuerdos de Effing, M.S. eventualmente se encontrará involucrado en un viaje que cambiará para siempre.